# Satan (banda)
Satan é uma banda britânca de Heavy Metal formada em Newcastle em 1979. 
Foi uma das principais bandas do NWOBHM, e recentemente anunciou o retorno com a formação do clássica e a gravação de um novo álbum.

## Integrantes
Formação atual
- Brian Ross – vocal (1983-84, 2004, 2011-presente)
- Steve Ramsey  –  guitarra  (1979-84, 1985-88, 2004, 2011-presente)
- Russ Tippins 	 –  guitarra (1979-84, 1985-88, 2004, 2011-presente)
- Graeme English  –  baixo  (1980-84, 1985-88, 2004, 2011-presente)
- Sean Taylor - bateria  (1983-84, 1985-88, 2011-presente)

Antigos
- Steven Bee 	 –  baixo  (1979-1980)
- Andrew Frepp  – vocal (1979)
- Steve Allsop  – vocal (1979-1981)
- Andy Reed 	 bateria  (1979-1981)
- Ian McCormack 	 bateria  (1981-1983)
- Trevor Robinson  – vocal (1981-1982)
- Ian Swift 	 – vocal (1982-1983)
- Lou Taylor  – vocal (1982, 1984)
- Michael Jackson  – vocal (1985-1988)